# Chicago XXXIV: Live in '75
Chicago XXXIV: Live in '75 es un álbum en vivo de la banda de rock estadounidense Chicago, publicado el 24 de mayo de 2011. El disco contiene un concierto brindado por la banda en la ciudad de Largo, Maryland, en 1975.

## Lista de canciones

### Disco 1
1. "Introduction" - 7:49
2. "Anyway You Want" - 3:57
3. "Beginnings" - 6:08
4. "Does Anybody Really Know What Time It Is?" - 3:55
5. "Call on Me" - 5:10
6. "Make Me Smile" - 3:19
7. "So Much to Say, So Much to Give" - 0:58
8. "Anxiety's Moment" - 0:56
9. "West Virginia Fantasies" - 1:23
10. "Colour My World" - 3:09
11. "To Be Free" - 1:07
12. "Now More Than Ever" - 4:06
13. "Ain't It Blue?" - 3:47
14. "Just You 'n' Me" - 5:05
15. "(I've Been) Searchin' So Long" - 4:36
16. "Mongonucleosis" - 12:29
17. "Old Days" - 3:39
18. "25 or 6 to 4" - 7:31

### Disco 2
1. "Got to Get You into My Life" - 3:32
2. "Free" - 5:42
3. "I'm a Man" - 13:04
4. "Dialogue" - 8:00
5. "Wishing You Were Here" - 4:54
6. "Feelin' Stronger Every Day" - 4:29

## Créditos
- Peter Cetera – bajo, voz
- Terry Kath – guitarra, voz
- Robert Lamm – teclados, voz
- Lee Loughnane – trompeta, voz
- James Pankow – trombón
- Walter Parazaider – instrumentos de viento
- Danny Seraphine – batería
- Laudir de Oliveira – percusión